# Georges Lemmen
Pour les articles homonymes, voir Georges et Lemmen.
Georges Lemmen, né à Schaerbeek le 25 novembre 1865 et mort à Uccle le 5 juillet 1916, est un peintre, graveur et dessinateur néo-impressionniste belge.

## Biographie
Georges Lemmen étudie quelque peu à l'école de dessin de Saint-Josse-ten-Noode.
Au début des années 1880, il est influencé par Degas et Toulouse-Lautrec. En 1888, il rejoint le groupe d'avant-garde Les XX à Bruxelles. Influencé par Théo van Rysselberghe, il s'oriente en 1890-1893 vers le néo-impressionnisme et peint de nombreux paysages et portraits en utilisant la technique du pointillisme. Il expose au Salon des indépendants à Paris et participe aux Salon des XX à Bruxelles. 
Marie Aline Marechal devient sa femme en 1893 et apparaîtra dans ses tableaux.
En 1895, Lemmen se libère du pointillisme et peint d'une manière plus traditionnelle, de style impressionniste, mais avec des tons plus proches de ceux des nabis. Georges Lemmen rejoint l'association Vie et Lumière en 1904. En 1906, il est membre fondateur du cercle artistique L'Estampe. En juillet 1915, il s'installe à Uccle, où il meurt en juillet 1916. Son travail comprend de nombreuses illustrations de livres, d'affiches, céramiques, tapis, dessins, pastels et gouaches.
Ses relations avec les artistes anglais, en particulier Walter Crane qu'il introduit en Belgique, contribue à son évolution qui l'ammène à abandonner la peinture pour se consacrer aux arts appliqués.

## Élèves
- Yvonne Serruys (1873-1953).

## Œuvre
- Scène de la Tamise, la grue, vers 1890, huile sur toile, 62 × 85 cm, Rhode Island School of Design Museum[4]
- Plage à Heist, 1891, huile sur bois, 37 × 46 cm, Musée d'Orsay, Paris[5]
- Portrait de la sœur de l'artiste, huile sur toile, 62 × 51 cm, Art Institute of Chicago[6]
- Aline Maréchal, 1892, huile sur toile, 60 × 51 cm, Musée d'Orsay, Paris[7]
- Les Sœurs Serruys, 1894, huile sur toile, 60 × 70 cm, Musée d'art d'Indianapolis[8]
- Grand arbre, 1904, huile sur bois, 55 × 49 cm, Collection privée, Vente 2011[9]
- Nu, 1907, musée communal des beaux-arts d'Ixelles[10]
- Portrait de Grégoire Le Roy (1862-1941), 1907, huile sur toile, 54 × 46 cm, Collection privée, Vente 2020[11]

Dates non documentées
- La Jarretière, huile sur papier, marouflée sur toile, 28 × 35 cm, Collection privée, vente 2023[12]

Peintures de Georges Lemmen
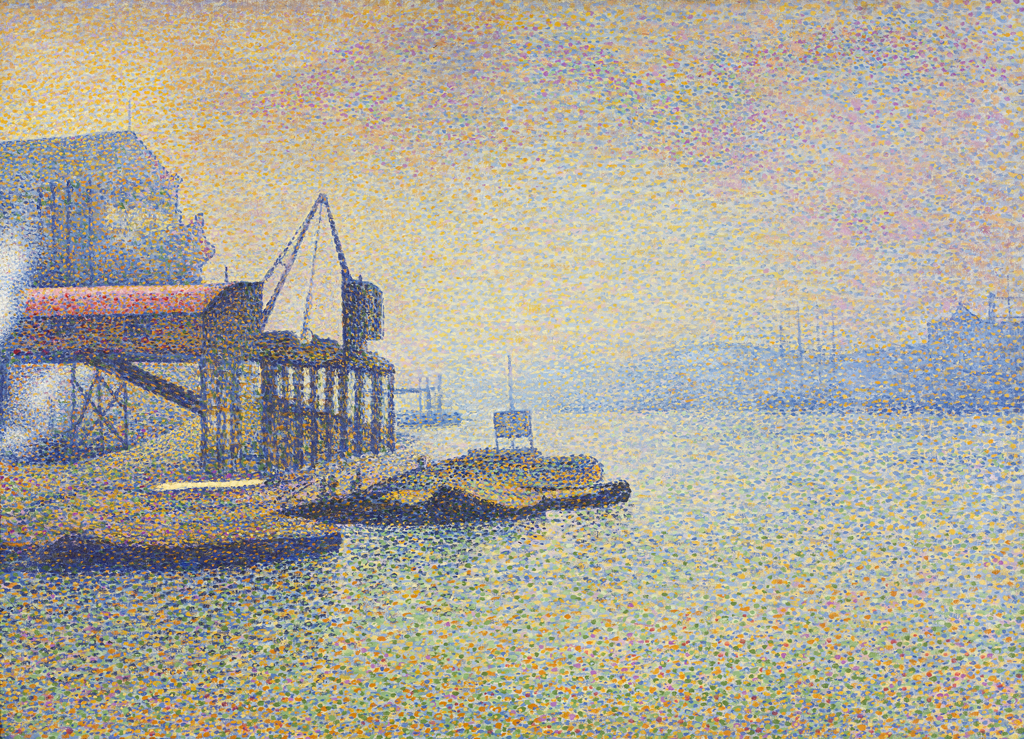
Scène de la Tamise, la grue, vers 1890 Rhode Island School of Design Museum
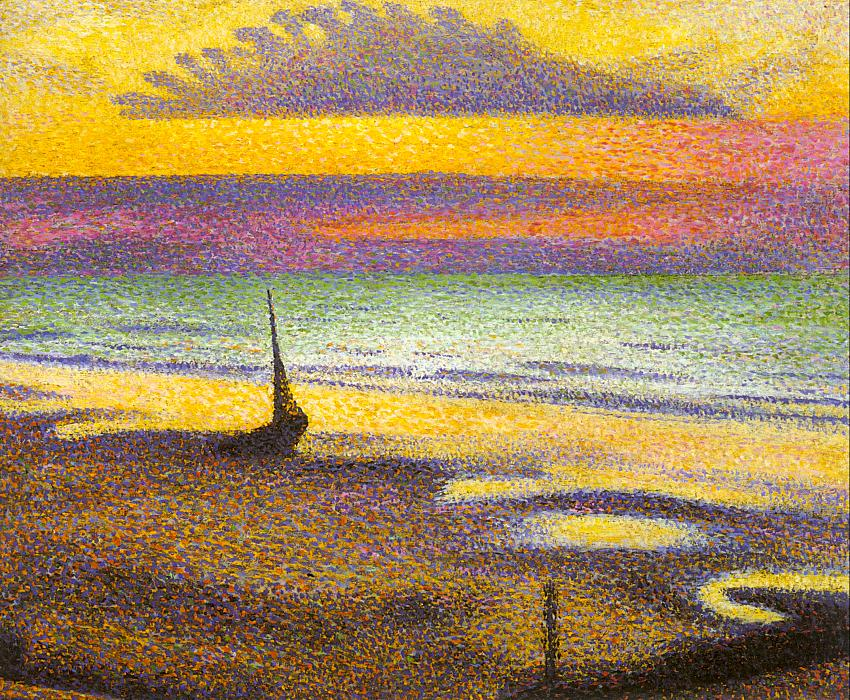
La Plage à Heist, 1891 Paris, musée d'Orsay
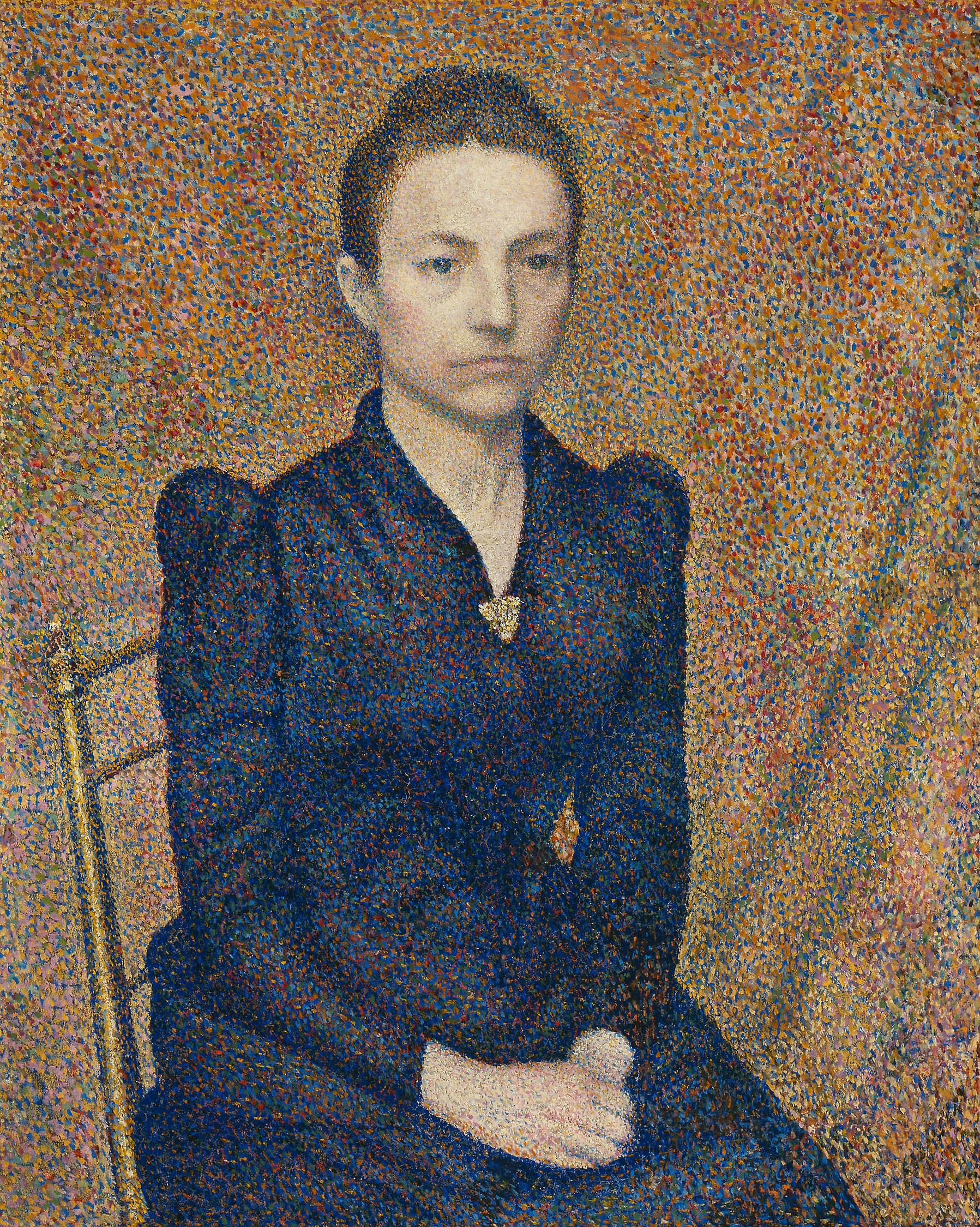
La sœur de l'artiste, 1891 Art Institute of Chicago
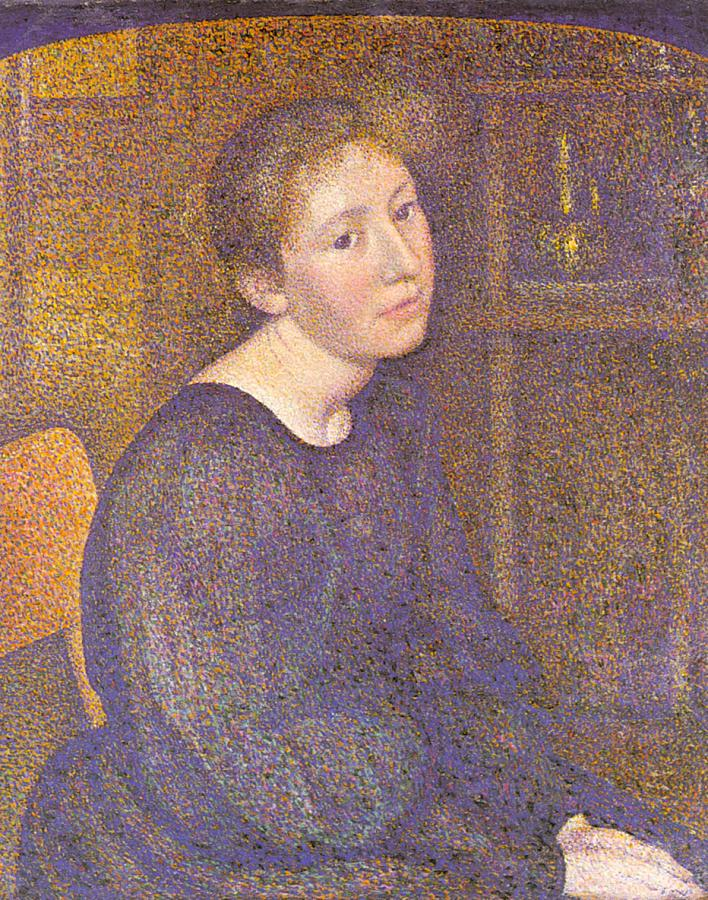
Aline Maréchal, 1892 Paris, musée d'Orsay
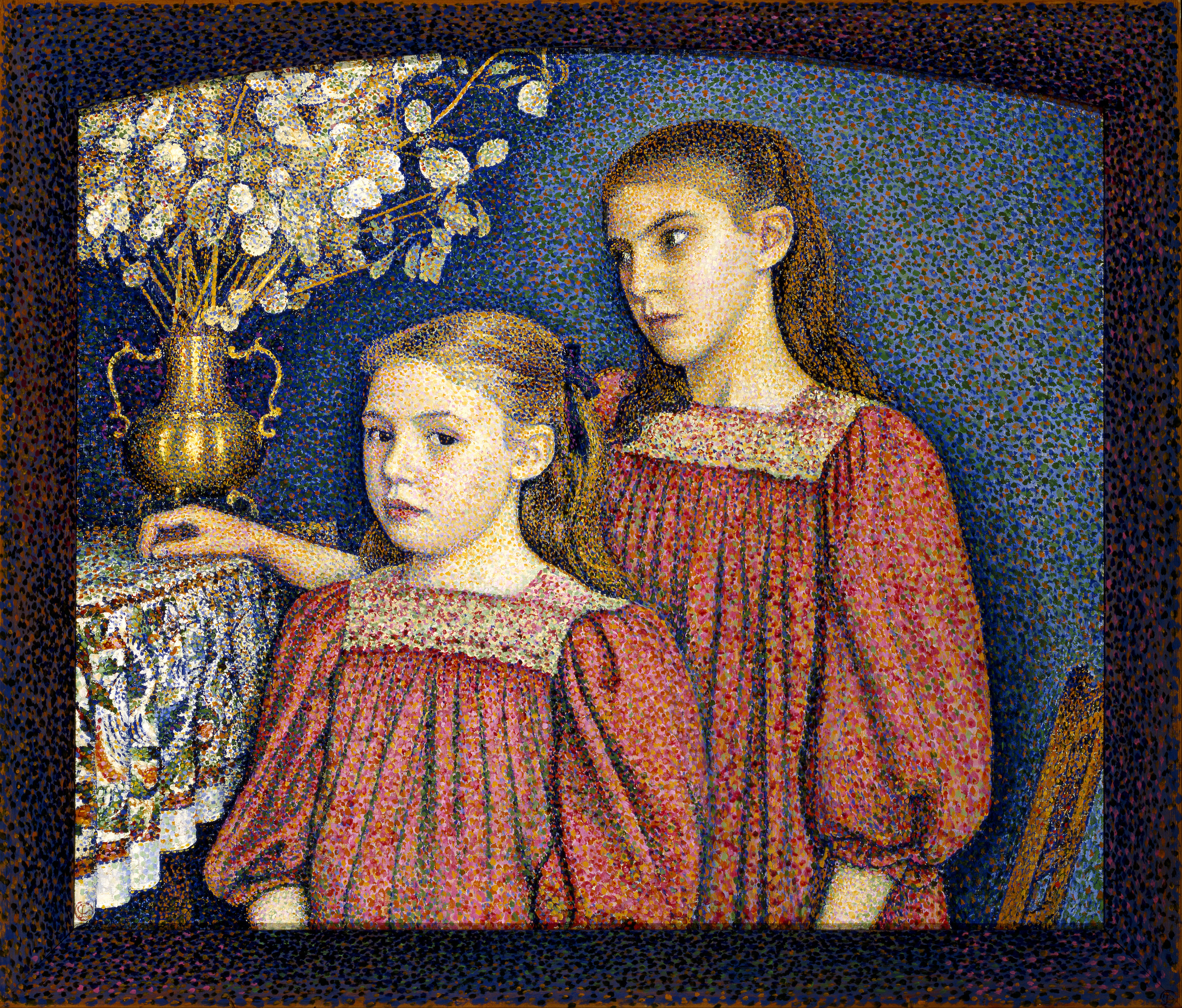
Les Sœurs Serruys, 1894 musée d'art d'Indianapolis
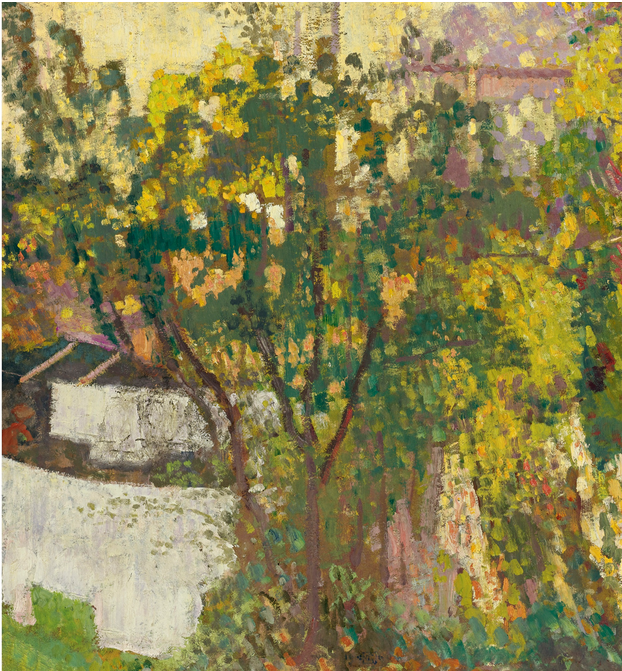
Grand arbre, 1904 Collection privée
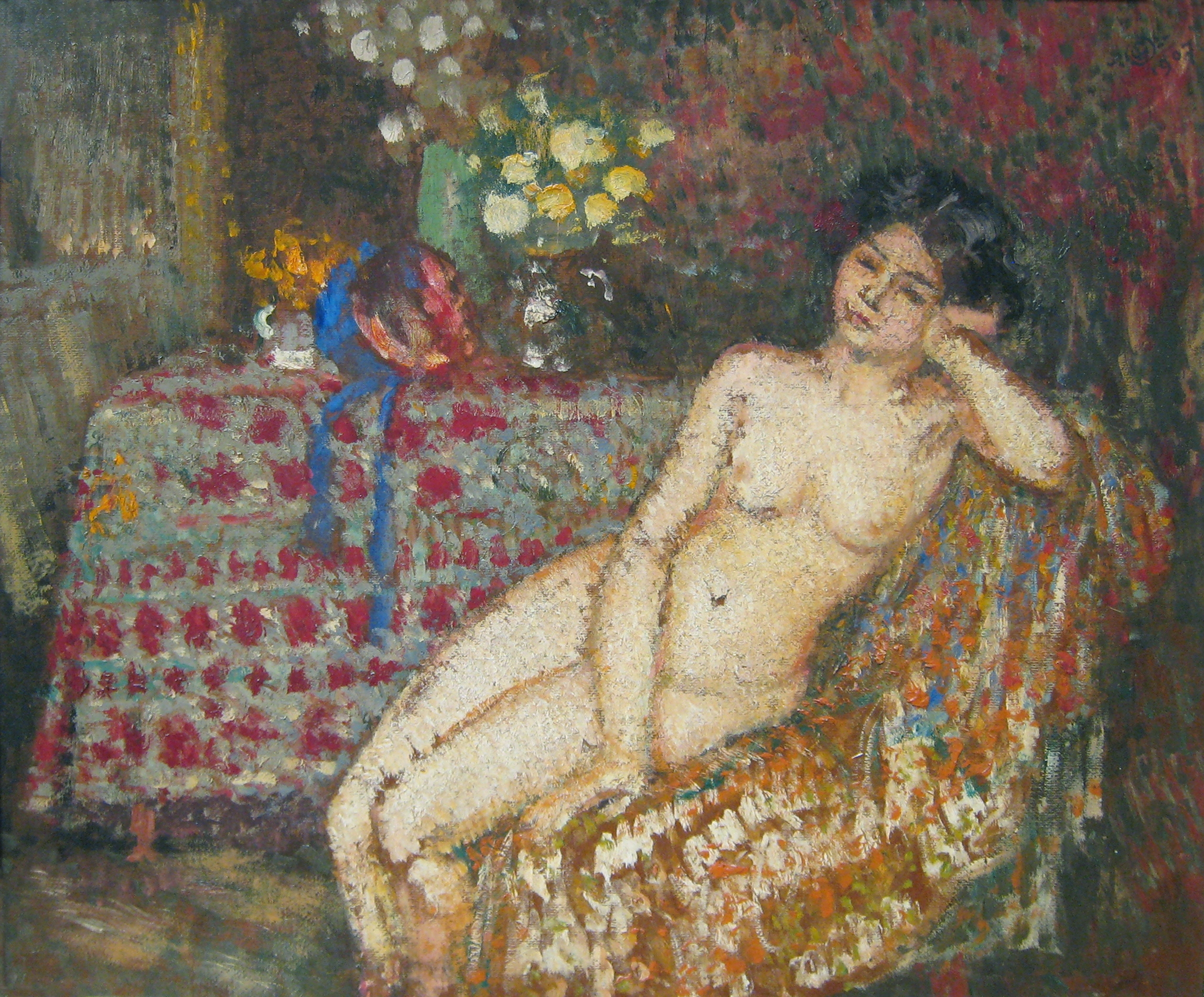
Nu, 1907 musée communal des beaux-arts d'Ixelles
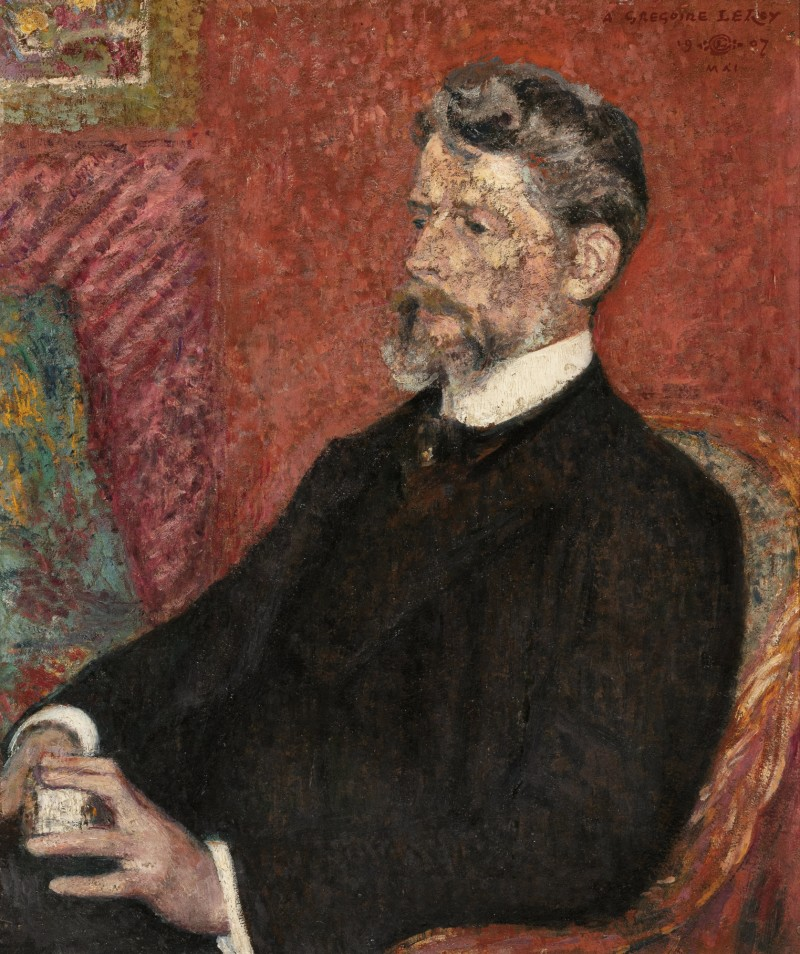
Portrait de Grégoire Le Roy, 1907 Collection privée
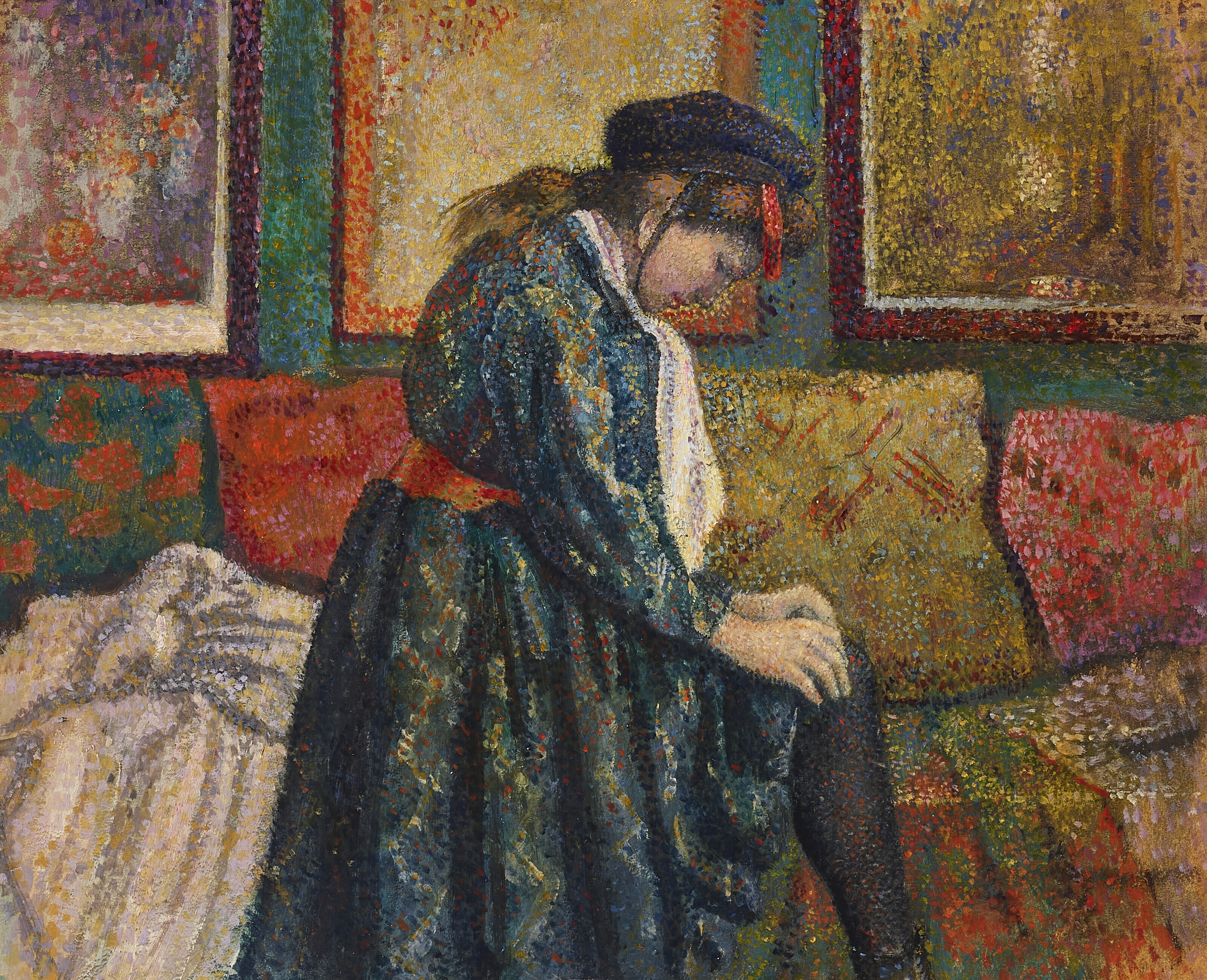
La Jarretière Collection privée

Estampes et dessins de Georges Lemmen
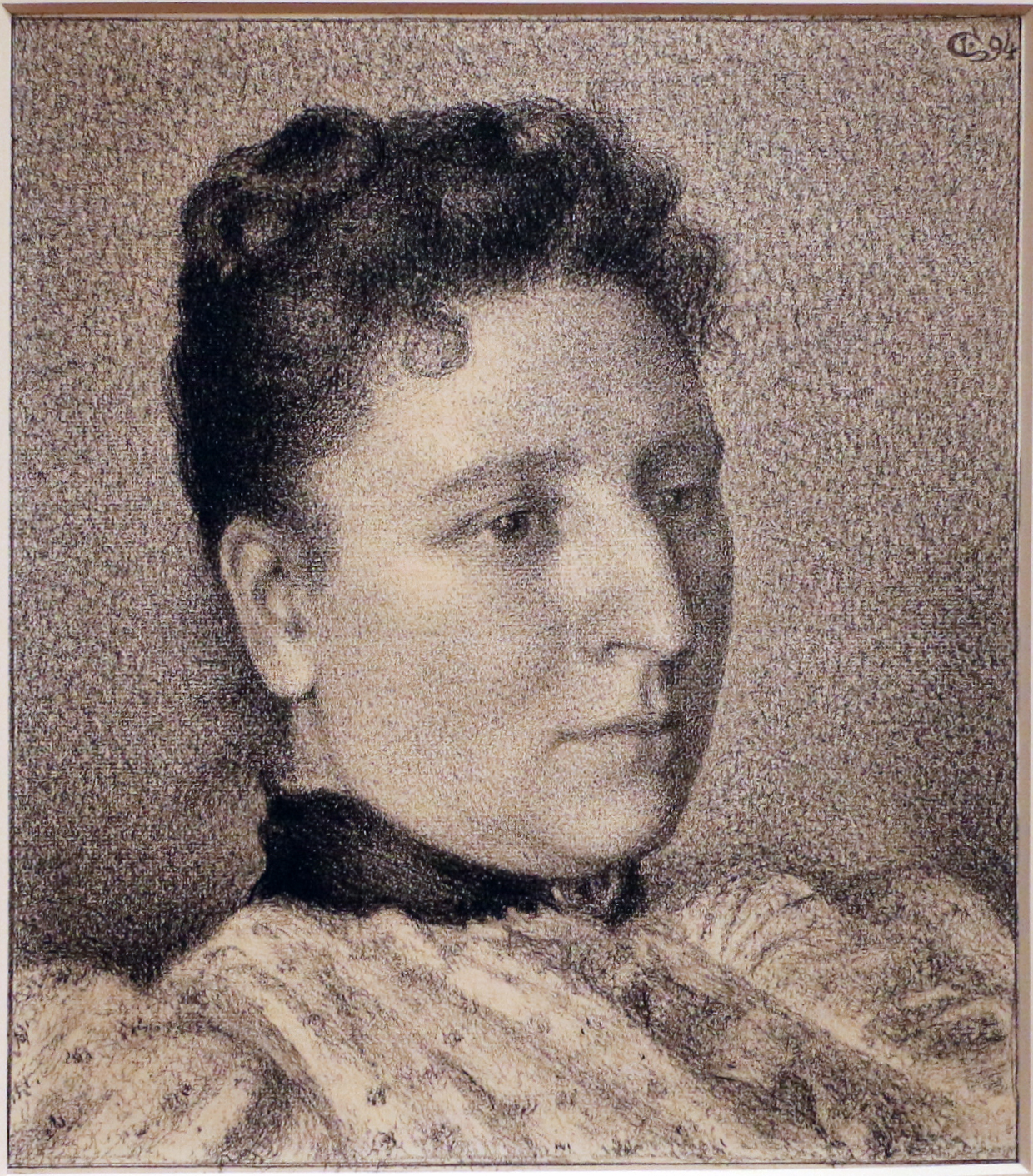
Portrait d'Anna Boch, dessin (1894), Art Institute of Chicago.
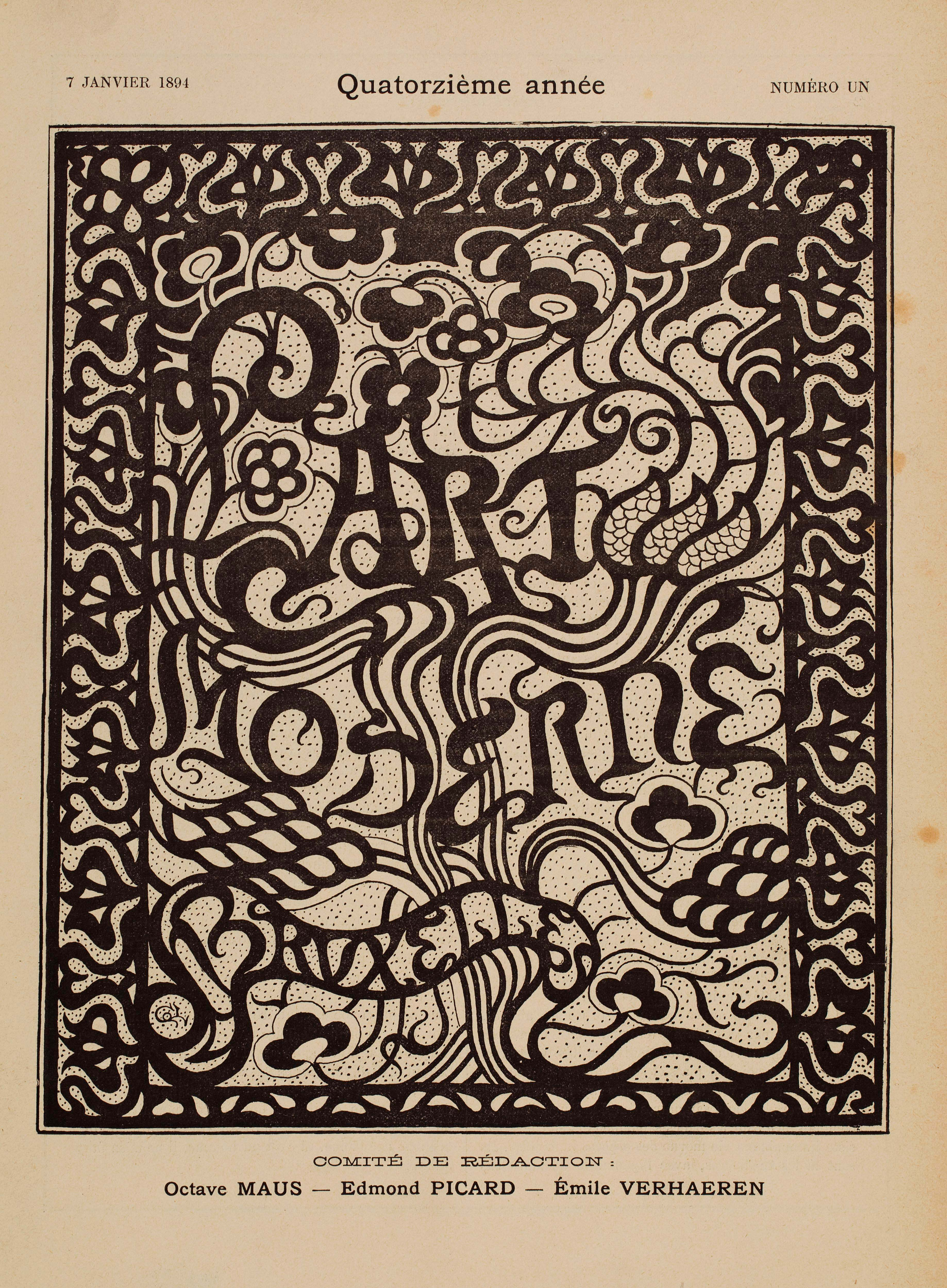
Couverture de la revue L'Art moderne, gravure (1894), musée des Beaux-Arts de Gand.
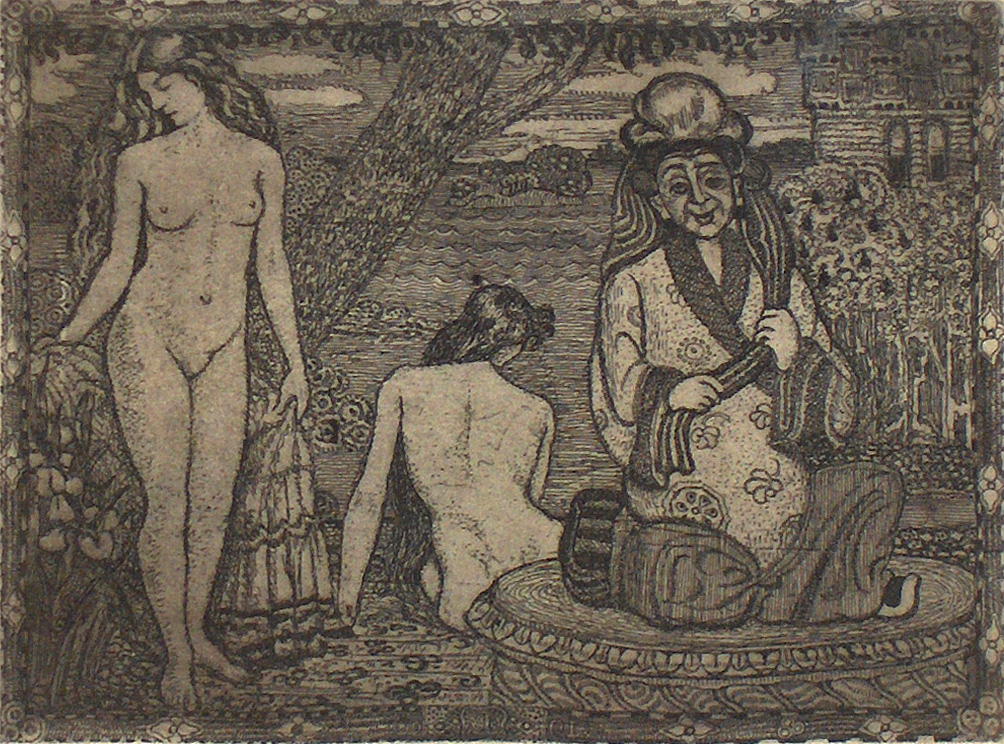
Le bain, eau-forte (1906), coll. priv.
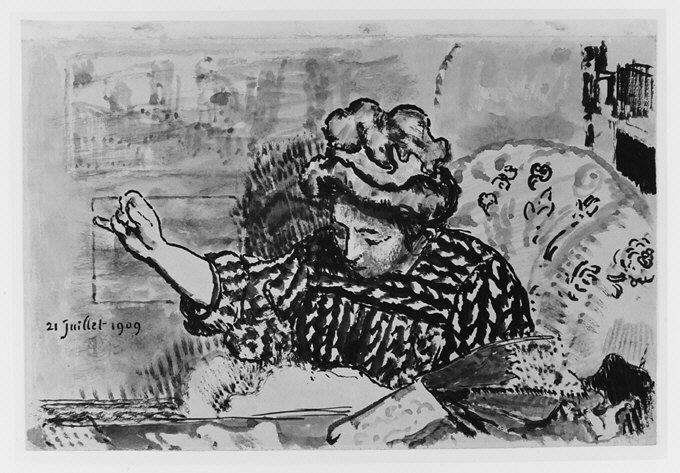
Femme cousant, dessin (1909), Metropolitan Museum of Art.